# نخستین بوسه (فیلم)
نخستین بوسه (به ترکی استانبولی: Ilk Opucuk) یک فیلم کمدی رمانتیک ترکیه‌ای محصول سال ۲۰۱۷ است.
این فیلم بازسازی فیلم آمریکایی ۵۰ قرار اول (First 50 dates) می‌باشد.

## خلاصه داستان
داستان دختری است که بعد از تصادف حافظه کوتاه مدت خودش رو از دست میده و هر روز حافظه اش دوباره به همان روز تصادف برمیگرده و اتفاقات روز گذشته رو از یاد میبره. پسری به نام هاکان که به عشق و عاشقی همیشه به‌عنوان یک چیز گذرا نگاه می‌کرد با دیدن این دختر درگیر یک عشق ماندگار میشه و هر روز از نو سعی میکنه بهار رو عاشق خودش کنه…

## شخصیت‌ها
- مراد ییلدیریم در نقش هاکان
- اوزگه گورل در نقش بهار